# Duminica Floriilor
| An   | Catolic    | Ortodox    |
| ---- | ---------- | ---------- |
| 2015 | 29 martie  | 5 aprilie  |
| 2016 | 20 martie  | 24 aprilie |
| 2017 | 9 aprilie  | 9 aprilie  |
| 2018 | 25 martie  | 1 aprilie  |
| 2019 | 14 aprilie | 21 aprilie |
| 2020 | 5 aprilie  | 12 aprilie |
| 2021 | 28 martie  | 25 aprilie |
| 2022 | 10 aprilie | 17 aprilie |
| 2023 | 2 aprilie  | 9 aprilie  |
| 2024 | 24 martie  | 28 aprilie |
| 2025 | 13 aprilie | 13 aprilie |

Duminica Floriilor (sau Floriile) este o sărbătoare creștină fără dată exactă, comemorată întotdeauna în ultima duminică dinaintea Paștilor. Sărbătoarea comemorează un eveniment menționat de către toate cele patru evanghelii (Marcu 11:1–11, Matei 21:1–11, Luca 19:28–44, Ioan 12:12–19): intrarea triumfală a lui Iisus în Ierusalim în zilele dinaintea patimilor. 
Floriile sunt denumite, de asemenea, Duminica Patimilor sau Duminica Floriilor a Patimilor Domnului.

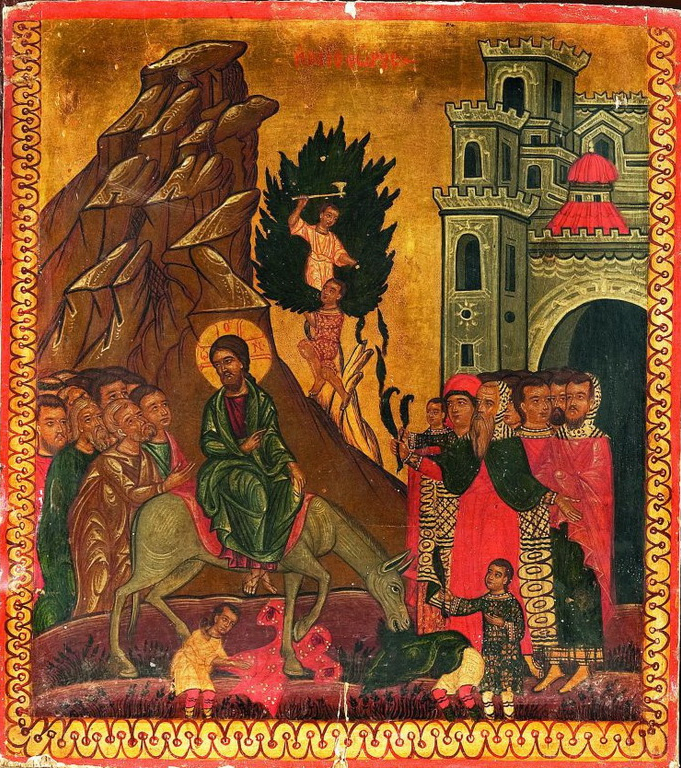

## Simboluri ale Floriilor - mâțișoarele (salcia)
Sub cuvântul „mărțișor”, românii înțeleg floarea salciei.
Evanghelistul Luca (21, 1-11) ne spune că Domnul nostru Iisus Hristos, când a intrat, după învierea lui Lazăr, în Ierusalim, a fost întâmpinat cu ramuri verzi de arbori și mai ales de finic.
Amintirea acestei intrări sărbătorești a Domnului nostru Iisus Hristos în Ierusalim, biserica ortodoxă o serbează în fiecare an în ziua de Florii.
Deoarece pe teritoriul românesc nu cresc finici, românii întrebuințează rămurele verzi de salcie, lat. Salix alba L., ale cărei flori se numesc „mărțișoare ”. 
În ajunul Floriilor, pălimarul, împreună cu câțiva oameni, aduce mai multe brațe de ramuri de salcie. A doua zi dimineață preotul ce liturghisește, nemijlocit după ce a citit Sfânta Evanghelie la utrenie, sfințește mâțișoarele aduse și le dă pălimarului, ca să le împartă credincioșilor.
Pălimarul, luând mâțișoarele sfințite, pune o parte dintre dânsele lângă tetrapod, ca fiecare creștin care vine la biserică și sărută icoana intrării lui Iisus în Ierusalim să-și poată lua câte să-și poată lua câte un rămurel de acestea, iar restul îl păstrează în altar până după sfârșitul liturghiei anume ca să aibă ce împărți și celorlalți credincioși, care nu și-au putut lua singuri sau care au venit ceva mai târziu la biserică.
Fiecare creștin, cum intră în biserică și sărută icoana de pe tetrapod, ia una, cel mult două sau trei rămurele de acestea și le ține cu cea mai mare evlavie în mână după liturghie.
După liturghie, fiecare credincios se duce cu salcia acasă, așezându-le după icoane sau în alt loc din casă.

## Interpretări profetice
Creștinii interpretează adesea un pasaj din Cartea lui Zaharia ca pe o profeție care a fost îndeplinită de intrarea triumfală a lui Iisus în Ierusalim:
|  | 9.Saltă de veselie, fiica Sionului! Strigă de bucurie, fiica Ierusalimului! Iată că Împăratul tău vine la tine; El este neprihănit și biruitor, smerit și călare pe un măgar, pe un mânz, pe mânzul unei măgărițe. 10.Voi nimici carele de război și caii din Ierusalim și arcurile de război vor fi nimicite. El va vesti neamurilor pacea, și va stăpâni de la o mare la cealaltă, și de la râu până la marginile pământului. | — Zaharia 9:9–10 |

## Galerie de imagini

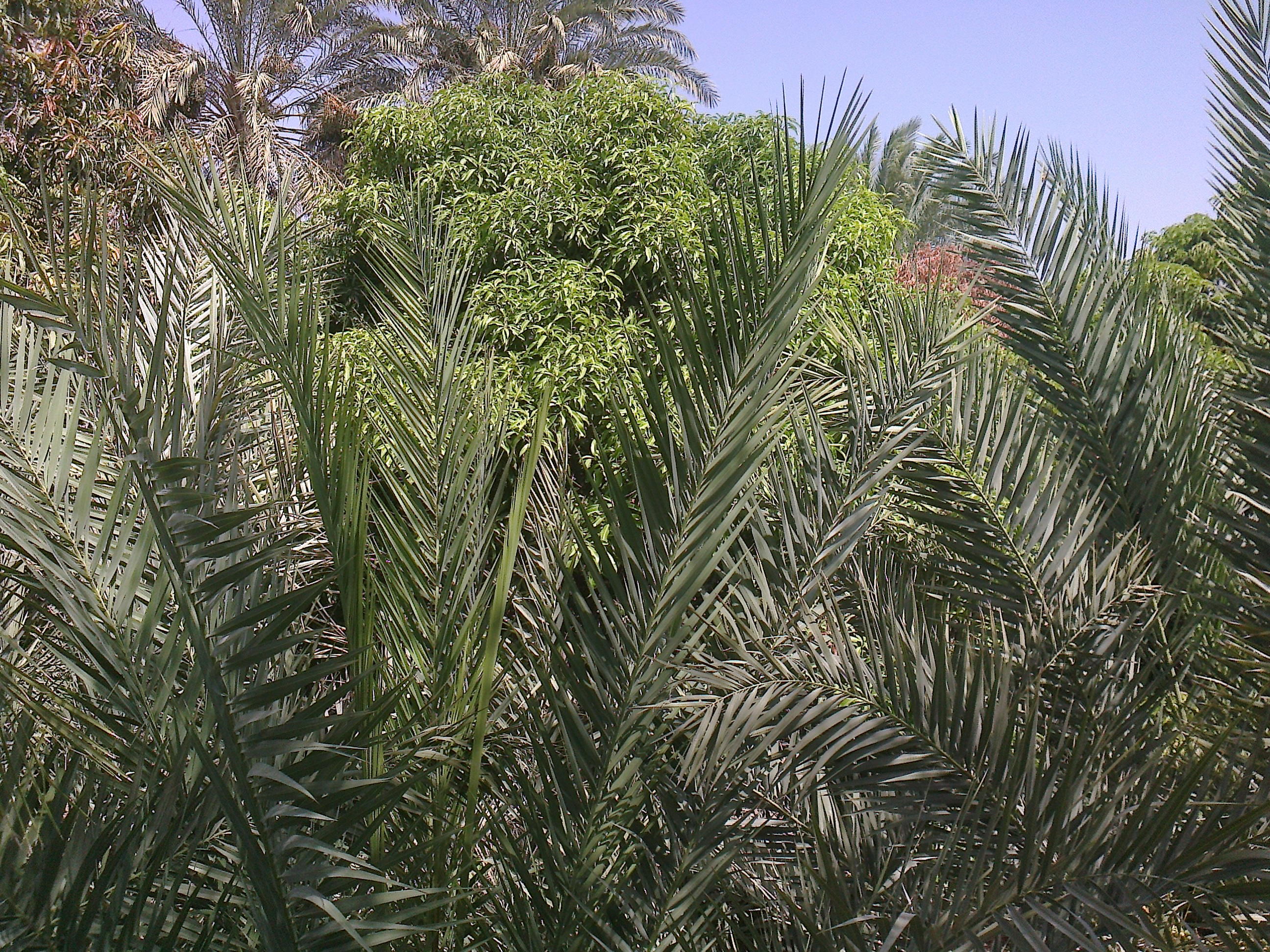
Ramuri de curmal, simbol al Floriilor
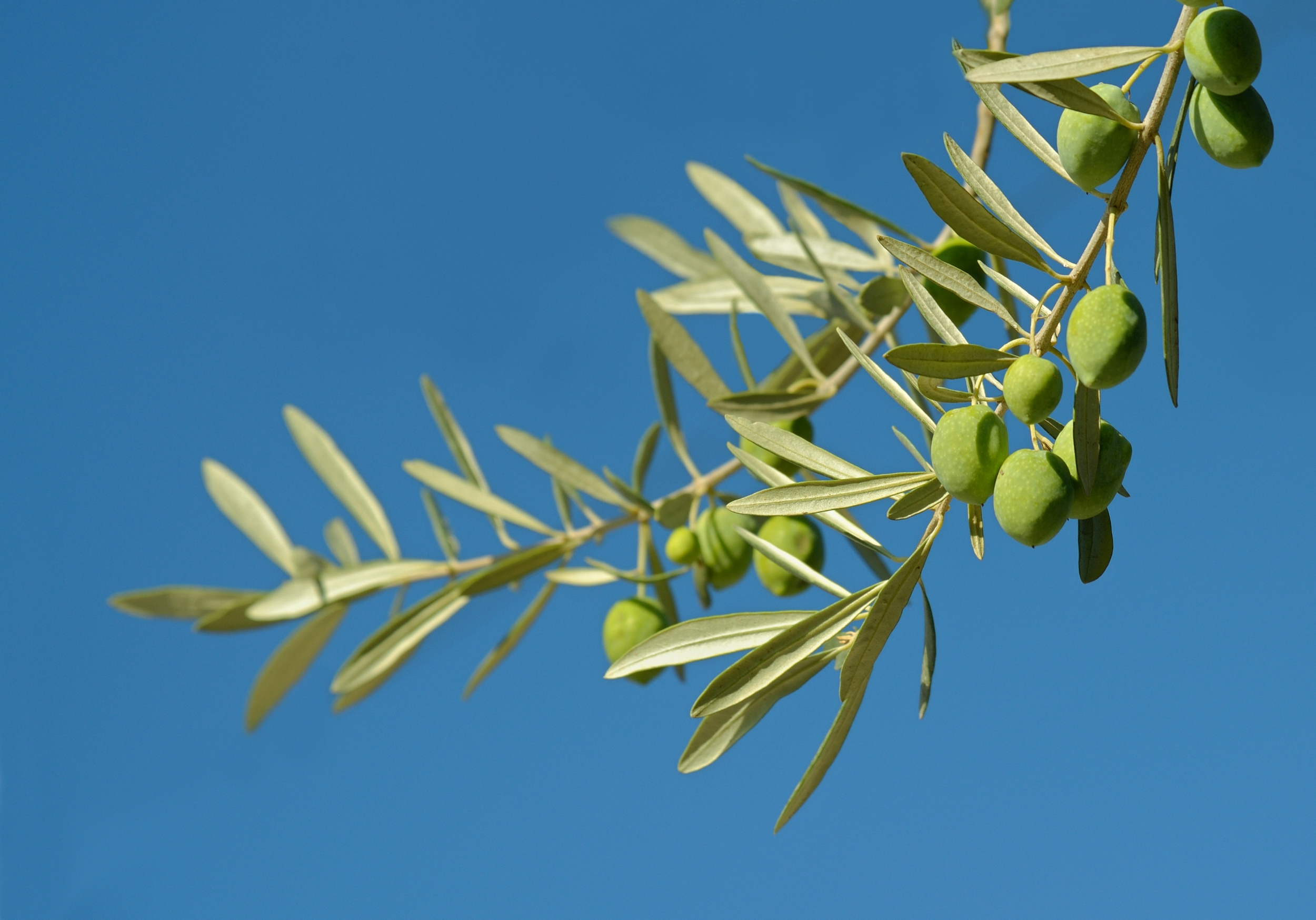
Ramuri de măslin, simbol al Floriilor
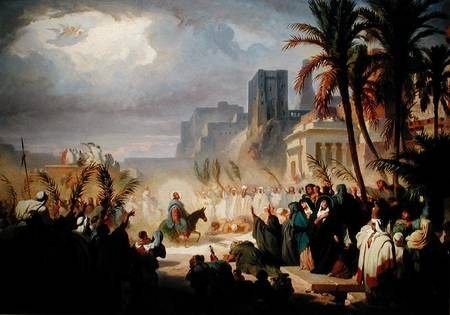
„Intrarea în Ierusalim” de Felix Louis Leullier